# Cistanche
Cistanche és un gènere de plantes de distribució cosmopolita. Són plantes paràsites dels deserts dins la família Orobanchaceae. Els manca la clorofil·la i obtenen els nutrients i l'aigua de les plantes hoste les arrels de les quals parasita.
Junt amb altres membres del gènere, Cistanche deserticola es fa servir en la medicina xinesa tradicional. Haloxylon ammodendron és un dels seus hostes.
Al sud dels Països Catalans (a la província d'Alacant) hi viu Cistanche phelypaea, paràsita de quenopodipiàcies arbustives de les dunes litorals